# منتشه

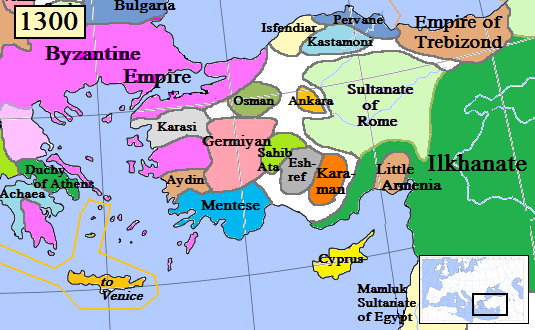
بیگ‌نشین منتشه در سال ۱۳۰۰ میلادی

منتشه (به ترکی عثمانی: منتشه، ترکی: Menteşe) از اولین بیگ‌نشین‌های آناتولیایی بود که پس از تضعیف سلطنت سلجوقیان روم، توسط ترکان اوغوز در سال در ۱۲۶۰ میلادی تأسیس شد و به دلیل بنیانگذار آن یعنی "منتشه بیگ" نامگذاری شد ("بیگ" عنوانی است برای سران قبایل). پایتخت آن میلاس در جنوب‌غربی آناتولی بود.